# Carl Fredrik Richter (ämbetsman)
Carl Fredrik Richter, född 18 mars 1782 i Åbo, död där 14 februari 1858, var en finländsk ämbetsman. 
Richter tjänstgjorde från 1798 vid Åbo hovrätt och blev 1820 hovrättsråd samt medlem av senatens justitiedepartement. Han verkade 1822–1831 och 1834–1840 som chef för kansliexpeditionen och var 1831–1834 åter medlem av justitiedepartementet. Han utnämndes till verkligt statsråd 1836 och ansågs mot slutet av 1830-talet ansågs vara den mest inflytelserika mannen i senaten. Han var president i Åbo hovrätt från 1840.